# Caloptilia zachrysa
Caloptilia zachrysa är en fjärilsart som först beskrevs av Edward Meyrick 1907.  Caloptilia zachrysa ingår i släktet Caloptilia och familjen styltmalar.
Artens utbredningsområde är:
- Sri Lanka.
- Taiwan.

Inga underarter finns listade i Catalogue of Life.